# کلاوس پتر ویلش

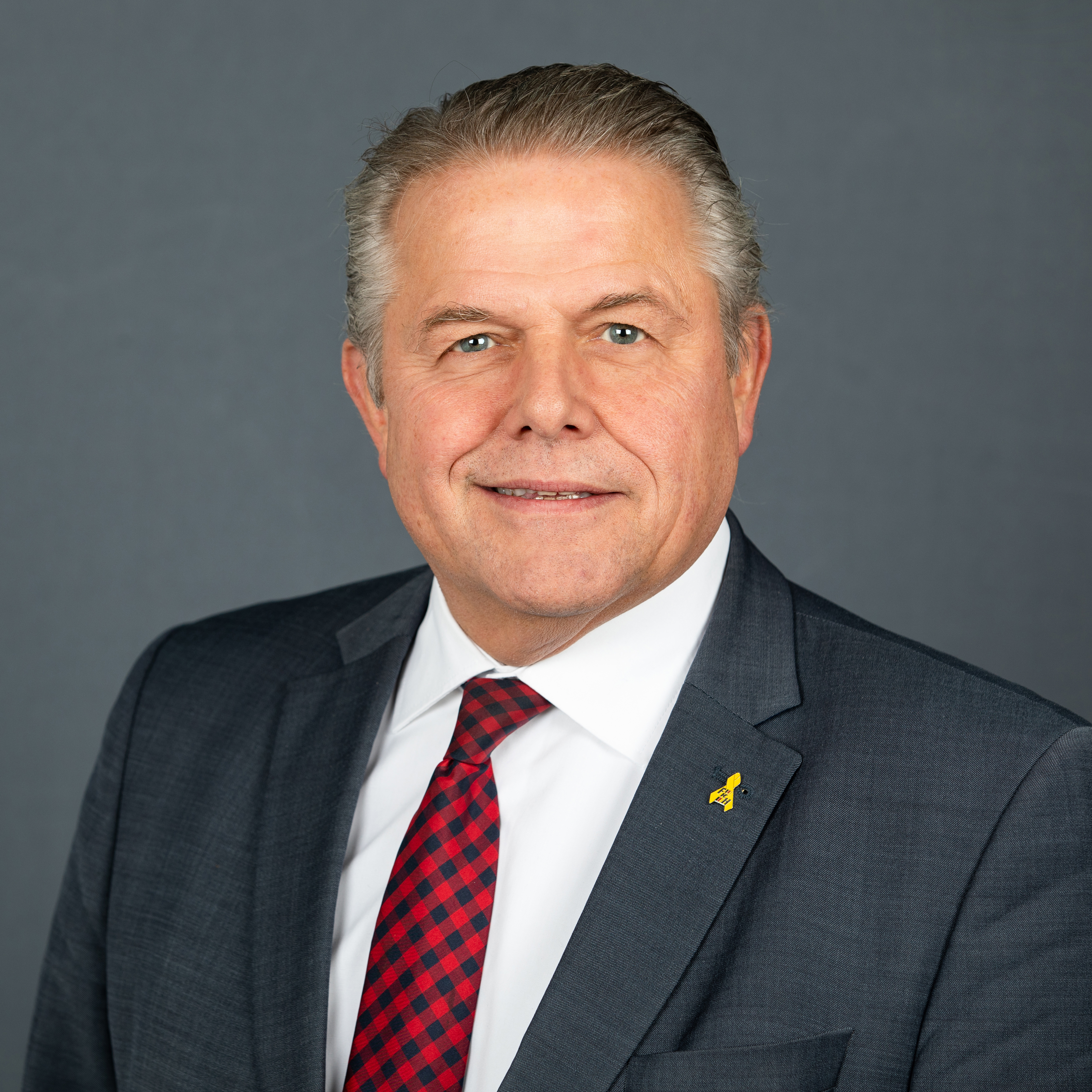

کلاوس پتر ویلش (آلمانی: Klaus-Peter Willsch) یک سیاست‌مدار اهل آلمان است.